# Корчинський Анатолій Іванович
Анато́лій Іва́нович Корчи́нський (нар. 2 жовтня 1952) — український політик. Народний депутат України 3-го скликання. Колишній народний депутат України.

## Життєпис
Народився 02 жовтня 1952 року, в с.Ленківці, Кельменецький район, Чернівецької області. Одружений; має дочку і сина.
Закінчив Кам'янець-Подільський сільськогосподарський інститут (1970-1975), за спеціальністю — вчений зоотехнік; ВПШ при ЦК КПУ (1989), за спеціальністю — політолог; Чернівецький державний університет, юридичний факультет (1995), за спеціальністю — магістр права.

## Кар'єра
- 1975 - зоотехнік, Івано-Франківське районне міжколгоспне об'єднання, с. Жовтневе.
- 1975-1977 - зоотехнік, ст. зоотехнік, Кельменецьке районне управління сільським господарством.
- 1977-1981 - 2-й секретар, Кельменецький РК ЛКСМУ.
- 1981-1983 - інструктор, Кельменецький РК КПУ.
- 1983-1984 - начальник, Кельменецьке міжрайонне племоб'єднання.
- 1984-1986 - інструктор, Чернівецький ОК КПУ.
- 1986-1990 - 2-й секретар, Заставнівський РК КПУ.
- 1990 - голова, Заставнівська райрада народний депутат.
- 1990-1991 - 1-й секретар, Заставнівський РК КПУ.
- 1991-1992 - голова, Заставнівська райрада народний депутат.
- 1992-1996 - начальник, Кельменецька митниця.
- 12.1996-04.1998 - голова, Хотинська районної державної адміністрації Чернівецької області.

## Політична діяльність
03.2006 кандидат в народні депутати України від Блоку "Наша Україна", № 197 в списку.
Народний депутат України 4 склик. 04.2005-04.2006 від блоку В. Ющенка "Наша Україна", № 89 в списку. На час виборів: нар. деп. України, член Партії "Солідарність". Член фракції "Наша Україна" (з 05.2005). Член Комітету у закордонних справах (з 10.2005).
Народний депутат України 3 склик. 03.1998-04.2002, виборчий округ № 205, Чернівецька обл. На час виборів: голова Хотинської райдержадміністрації Член фракції СДПУ(О) (05.1998-02.2000), член групи "Солідарність" (з 02.2000). Член Комітету у закордонних справах і зв'язках з СНД (з 07.1998, з 2000 - Комітет у закордонних справах).